# 9215 Taiyonoto
9215 Taiyonoto este un asteroid din centura principală de asteroizi.

## Descriere
9215 Taiyonoto este un asteroid din centura principală de asteroizi. A fost descoperit pe 28 octombrie 1995 la Kitami de Kin Endate și Kazuro Watanabe. Asteroidul prezintă o orbită caracterizată de o semiaxă mare de 2,23 ua, o excentricitate de 0,15 și o înclinație de 2,9° în raport cu ecliptica.